# Furina barnardi
Furina barnardi — вид отруйних змій родини аспідових (Elapidae). Ендемік Австралії.

## Поширення і екологія
Furina barnardi мешкають в прибережних і внутрішніх районах на сході Квінсленда. Вони живуть в акацієвих рідколіссях мульги та серед скель. Ведуть нічний спосіб життя, вдень ховаються в тріщинах ґрунту та серед лісової підстилки. Відкладають яйця, в кладці 7-10 яєць.